# Aşure

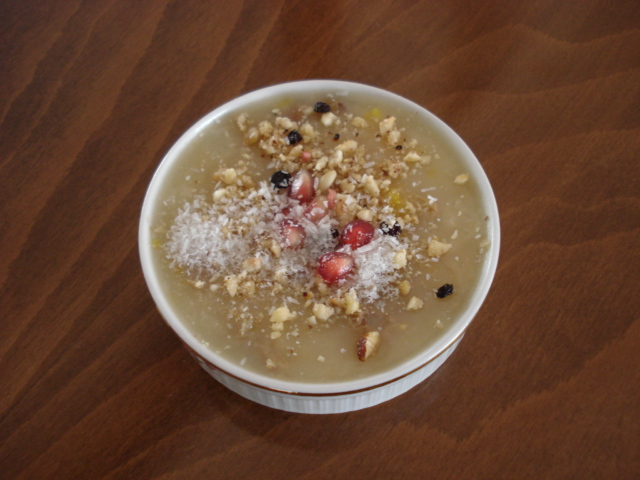
Aşure.

L'aşure est un dessert turc consistant en un mélange de graines, de fruits, de fruits secs et de noix. En Turquie, il est surtout préparé pendant mouharram, le dixième jour de ce mois étant l'Achoura ou « jour de l'aşure ». Il est traditionnellement fait en grand quantité et offert aux amis, voisins, collègues...